# Amel Grami

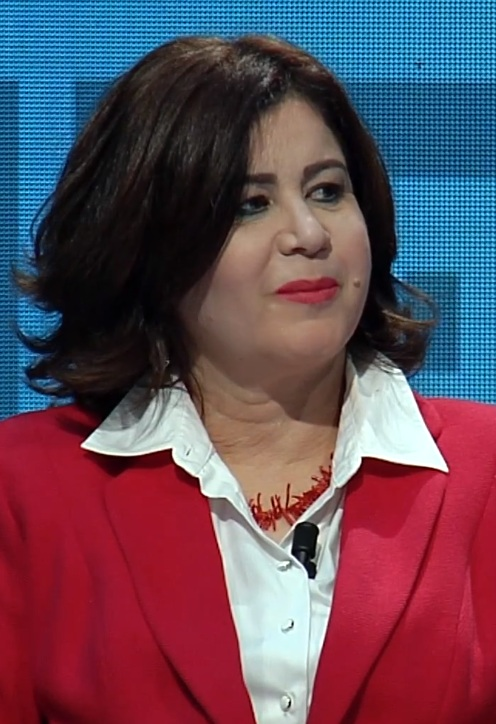
Amel Grami

Amel Grami (geboren 1962 in Tunesien) ist eine tunesische Wissenschaftlerin und Intellektuelle. Sie studierte Arabische Literatur und Geschichte an der Universität Tunis, wo sie 1993 promoviert wurde.

## Leben
Grami ist Professorin für Gleichberechtigung und interkulturelle Studien an der tunesischen Universität von Manouba. Am 3. Januar 2016 wurde sie in Ägypten an der Einreise gehindert, nachdem sie von der Bibliotheca Alexandrina als Gastrednerin zu einer Konferenz eingeladen worden war. Anfang Januar 2016 wurde sie in einem tunesischen Fernsehprogramm mit dem Vorwurf konfrontiert, den Propheten beleidigt zu haben. Der Hintergrund ist ihre Haltung zur Ächtung der Homosexualität.

## Schriften
in deutscher Übersetzung
- Muslim Women Challenging the Religious Establishment/Muslimische Frauen fordern religiöse Autorität heraus, in: History and Memory in Contemporary Islam/Geschichte und Erinnerung im gegenwärtigen Islam, Berlin Forum for Progressive Muslims; Friedrich-Ebert-Stiftung, Berlin 2010, S. 25–28 (Englisch), S. 53–57 (deutsche Übersetzung von Linda J. Mayes).
- Tunesiens neue Herrscher von Gottes Gnaden. Essay. Übersetzung Rafael Sanchez. Bei Qantara.de, 2013
- Beat Stauffer: Diese Frauen sind nicht nur Opfer, Interview, in: NZZ, 9. Dezember 2017, S. 25